# 天主教长沙总教区
天主教长沙总教区（拉丁語：Archdioecesis Ciamsciavensis），中國官方教會稱為湖南教區。是天主教在中国湖南省设立的一个教区。

## 历史
1856年4月8日，教廷宣布，湖广代牧区分设湖北代牧区和湖南代牧区。1879年9月19日，湖南代牧区分为湖南南境代牧区和湖南北境代牧区，分别由意大利方济各会和西班牙奥斯定会负责，湖南南境代牧区首任宗座代牧主教为范怀德，1892年上任，驻扎衡州北门外黄沙湾。1900年7月3日，庚子衡州教案爆发，衡州府城南门外的英国福音堂被焚毁。次日，3万余人冲入黄沙湾天主教总堂，打伤副主教任德高，又将董哲西神父打伤后拽至堂外烧死，然后放火烧毁了总堂和育婴堂。5日，当时正在耒阳杉木桥重建被拆毁教堂的主教范怀德接到任德高的告急信，和安守仁神父乘船返衡，7月7日，船刚抵岸，二人被痛殴致死，并焚尸灭迹。此后数日之间，衡属衡阳、清泉、衡山、常宁、耒阳、安仁6县城乡大小教堂30余所全部被毁。
1924年12月3日，湖南南境代牧区以主教驻地更名为长沙代牧区。1925年，分设永州监牧区。1930年，分设衡州代牧区。1937年，分设湘潭监牧区。1938年，分设宝庆监牧区。1946年4月11日，长沙代牧区升格为长沙总教区。

## 所在教省所辖教区
- 天主教常德教区
- 天主教沅陵教区
- 天主教衡州教区

## 教堂
- 圣母无原罪主教座堂

## 歷任首牧

### 湖南宗座代牧區宗座代牧
- 方來遠主教（Bishop Miguel Navarro, O.F.M.）1856年4月8日—1877年9月9日[2][3]
- 沈道南主教（Bishop Eusebio Marie Semprini, O.F.M.）1877年9月18日—1879年9月19日[2][3]

### 湖南南境宗座代牧區宗座代牧
- 沈道南主教（Bishop Eusebio Marie Semprini, O.F.M.） 1879年9月19日—1892年3月13日[2]
- 范怀德主教（Bishop Antonio Fantosati, O.F.M.）1892年4月5日—1900年7月4日[2]
- 教座出缺（1900年7月4日-1902年1月23日）
- 翁德明主教（Bishop Pellegrino Luigi Mondaini, O.F.M.）1902年1月23日—1924年12月3日[2]

### 長沙代牧區宗座代牧
- 翁德明主教（Bishop Pellegrino Luigi Mondaini, O.F.M.）1924年12月3日—1930年7月23日
- 巴義慈神父（Fr. Giulio Baima, O.F.M.）1930年—1933年
- 石道琪主教（Bishop Gaudenzio Giacinto Stanchi, O.F.M.）1933年3月8日—1939年2月7日[3]
- 教座出缺（1939年2月7日-1940年1月12日）
- 蓝泽民主教（Bishop Secondino Petronio Lacchio, O.F.M.）1940年1月12日—1946年4月11日

### 長沙總教區總主教
- 蓝泽民總主教（Archbishop Secondino Petronio Lacchio, O.F.M.）1946年4月11日—1976年2月20日（1952年3月30日被逐出中國[4]）
- 熊德漣總主教（Archbishop Xiong De-lian）自選自聖，後未獲宗座認可，1958年10月26日—1966年[註 1][5][6]
- 屈天錫總主教（Archbishop Simon Qu Tian-xi）自選自聖，後未獲宗座認可，1987年12月8日—2000年11月2日[7][8]

- 教座出缺（1976年2月20日—2012年4月25日）
- 屈藹林總主教（Archbishop Methodius Qu Ai-lin ）自選自聖，獲教宗認可，2012年4月25日晉牧

## 信徒
1950年，长沙教区有信徒9,038人。